# حکیم‌آباد (چشمه زیارت)
حکیم‌آباد یا پپبی پایین روستایی در دهستان چشمه زیارت بخش مرکزی شهرستان زاهدان استان سیستان و بلوچستان ایران است.

## جمعیت
بر پایه سرشماری عمومی نفوس و مسکن در سال ۱۳۹۵ جمعیت این مکان ۹۷ نفر (۳۲خانوار) بوده‌است.